# Craniophora
Ne doit pas être confondu avec Cyanophora ou Cloniophora.
Genre
Craniophora est un genre de papillons de nuit de la famille des Noctuidae. Il comprend une trentaine d'espèces originaires d'Afrique, d'Eurasie et d'Océanie.

## Liste des espèces

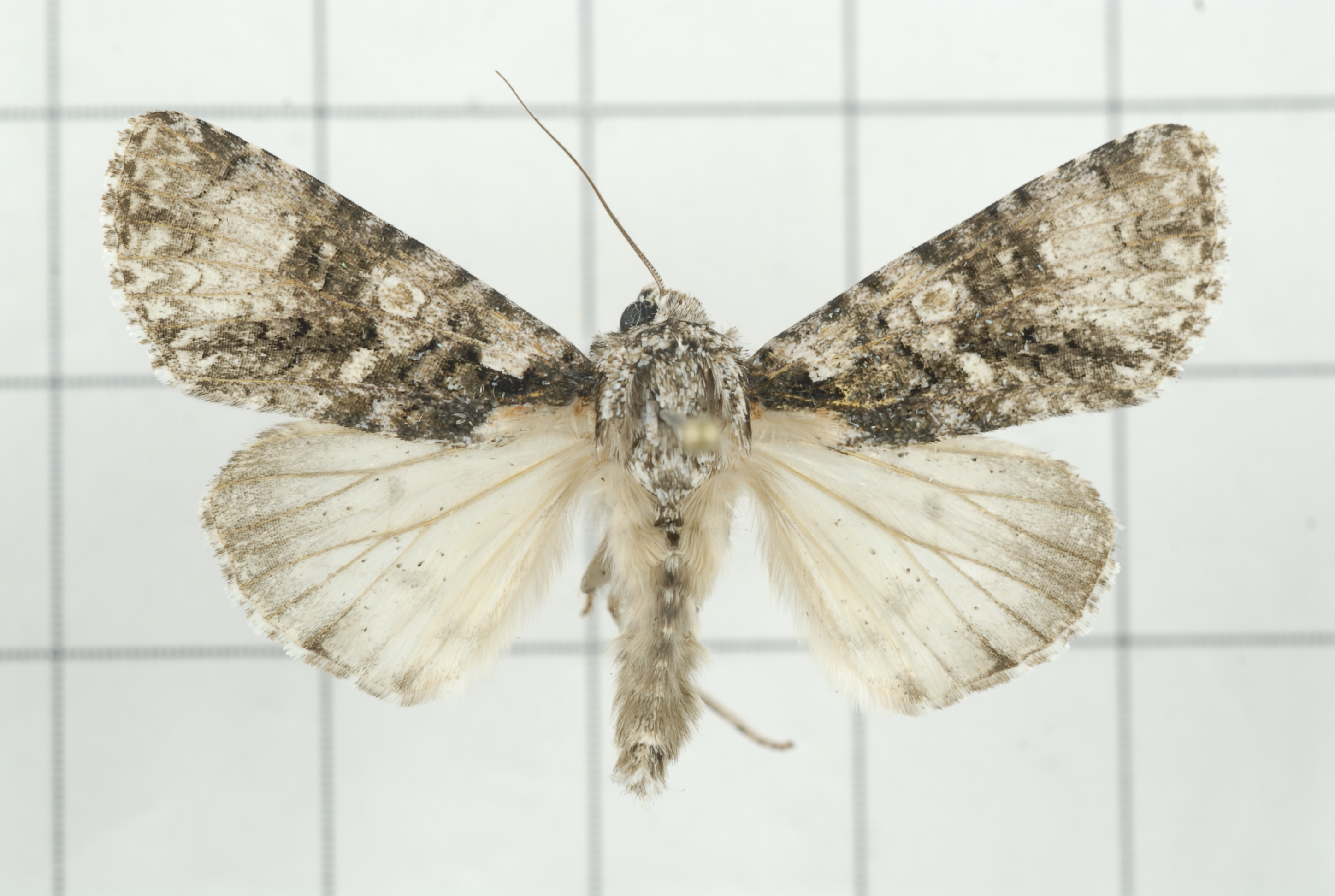
Craniophora harmandi.
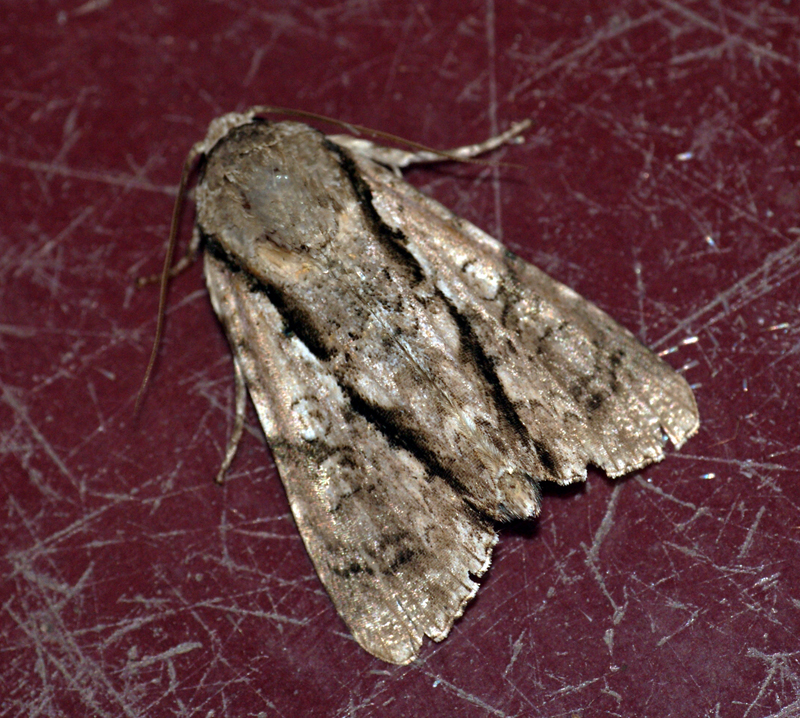
Craniophora malesiae.
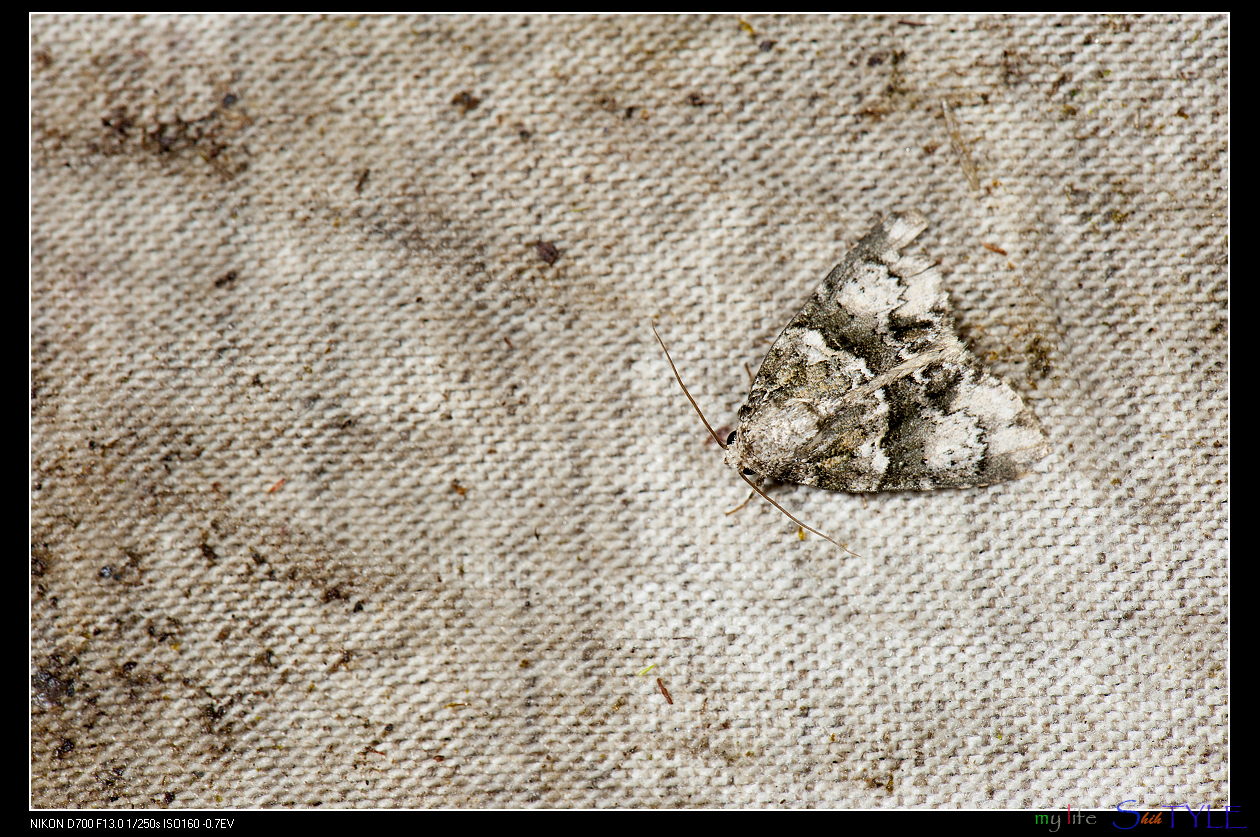
Craniophora oda.
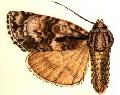
Craniophora praeclara.
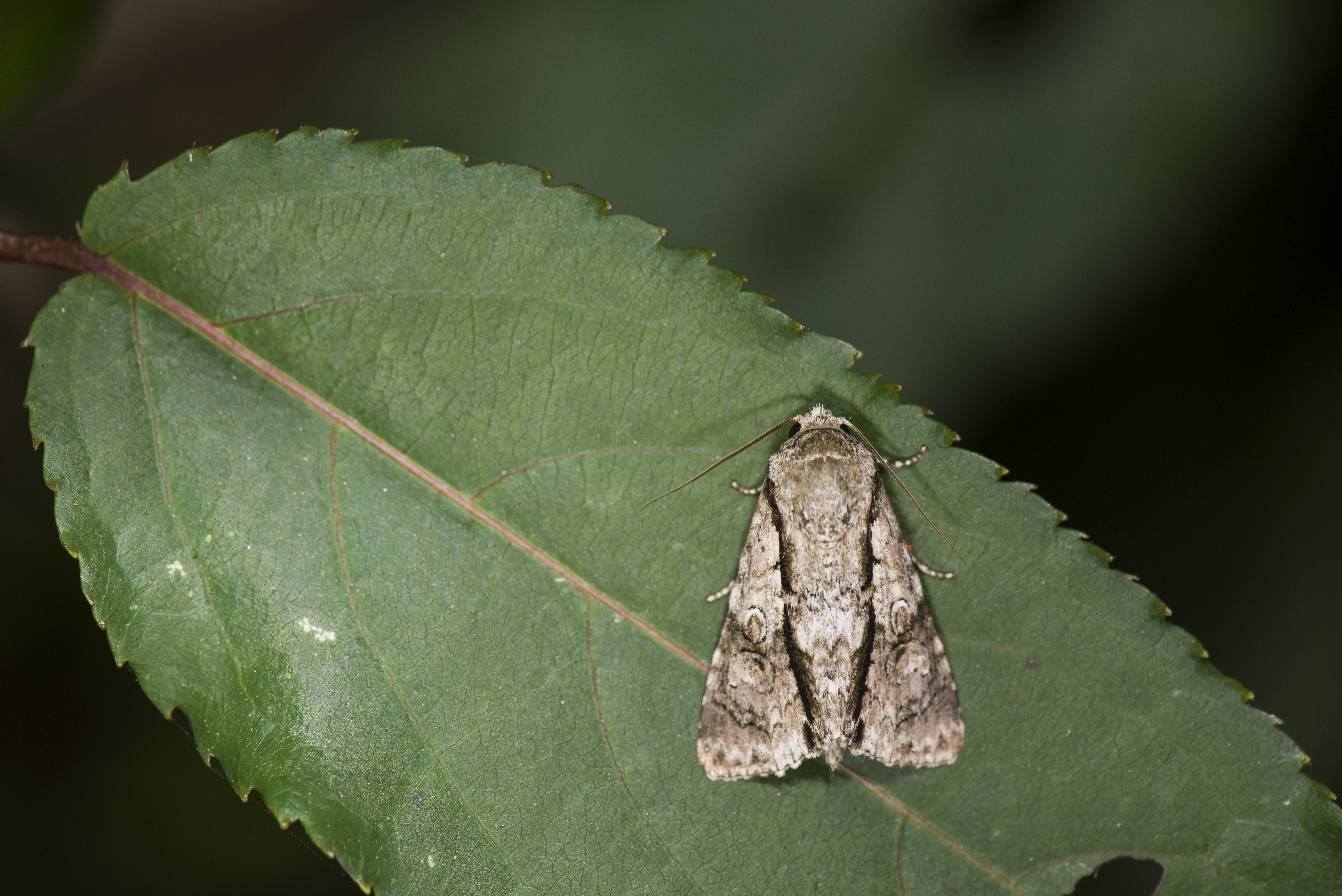
Craniophora fasciata.

Selon GBIF (24 mai 2021) :
- Cranionycta jankowskii
- Cranionycta oda
- Craniophora adelphica Prout, 1927
- Craniophora albonigra Herz, 1904
- Craniophora draudti Han & Kononenko, 2010
- Craniophora fasciata Moore, 1884
- Craniophora fujianensis Kiss & Gyulai, 2013
- Craniophora gigantea
- Craniophora hemileuca Berio, 1941
- Craniophora jactans Draudt, 1937
- Craniophora jankowskii Oberthür, 1880
- Craniophora kalgana Draudt, 1931
- Craniophora ligustri (Denis & Schiffermüller, 1775)
- Craniophora melanisans Wiltshire, 1980
- Craniophora minuscula Kiss & Jinbo, 2016
- Craniophora nodyna
- Craniophora obscura Leech, 1900
- Craniophora oda Lattin, 1949
- Craniophora pacifica Filipjev, 1927
- Craniophora paragrapha Felder, 1874
- Craniophora phaeocosma
- Craniophora picata Wileman, 1914
- Craniophora pontica (Staudinger, 1878)
- Craniophora praeclara Graeser, 1890
- Craniophora prodigiosa Draudt, 1950
- Craniophora sichuanensis Kiss, Gyulai & Saldaitis, 2013
- Craniophora simillima Draudt, 1950
- Craniophora taipaishana Draudt, 1950
- Craniophora tigniumbra Draudt, 1937

## Synonymes
Les genres suivants sont synonymes de Craniophora selon GBIF (24 mai 2021) :
- Bisulcia Chapman, 1890
- Cranionycta de Lattin, 1949
- Hampsonia Kozhantschikov, 1950
- Hampsonidia Inoue, 1958
- Miracopa Draudt, 1950